# Kunstverein Coburg
Der Kunstverein Coburg e.V. ist ein gemeinnütziger und eingetragener Verein mit Sitz in Coburg, der sich der Vermittlung zeitgenössischer Kunst widmet und als Forum für junge Künstler versteht. Er entstand 1981 aus dem Zusammenschluss des 1824 gegründeten Kunst- und Gewerbevereins Coburg sowie des Coburger Kunstvereins. Der Verein gehört zu den ältesten Kunstvereinen in Deutschland und ist mit etwa 1200 Mitgliedern der größte Kunstverein in Bayern.

## Geschichte

### Kunst- und Gewerbeverein Coburg

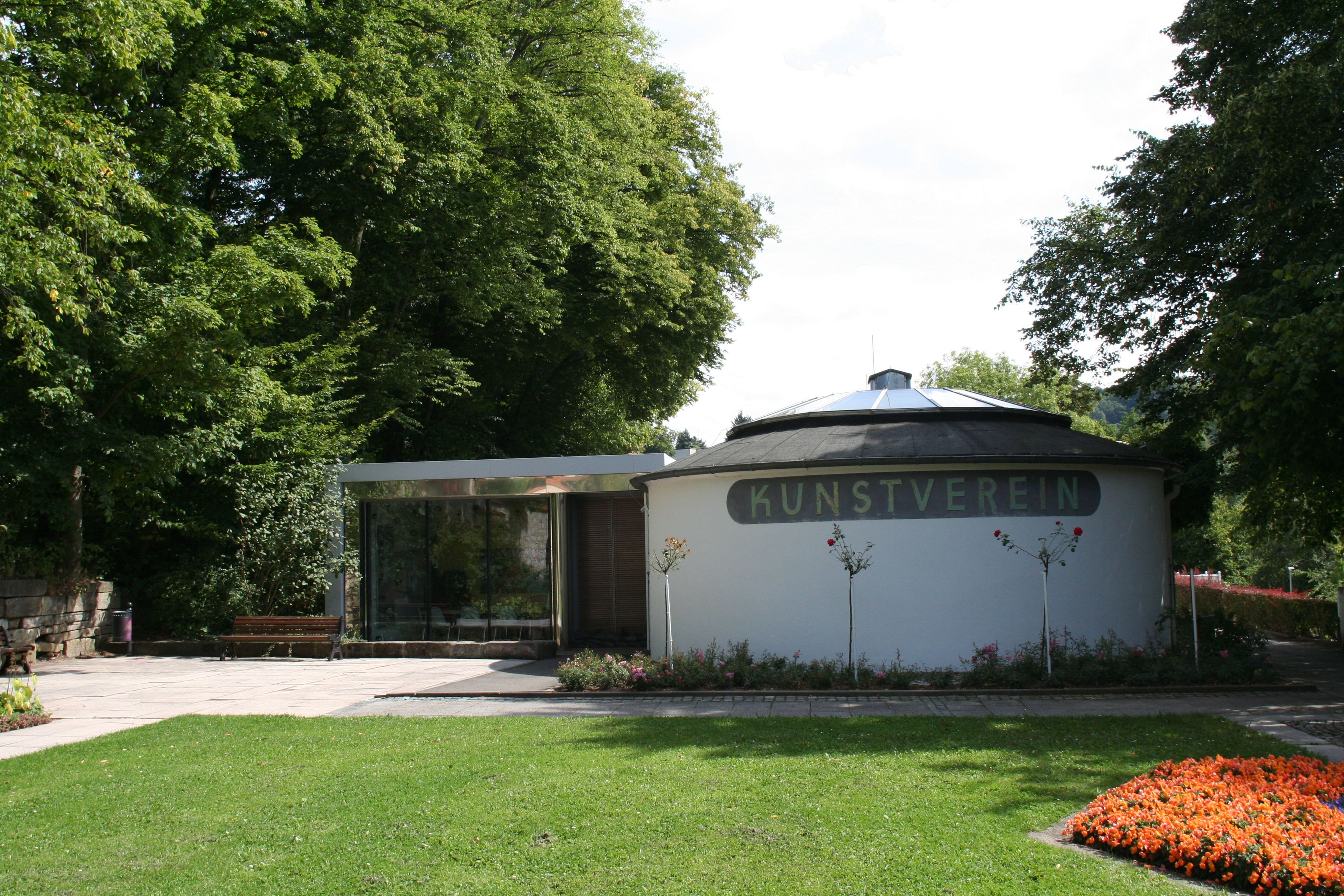
Erweiterungsbau und Ausstellungsraum

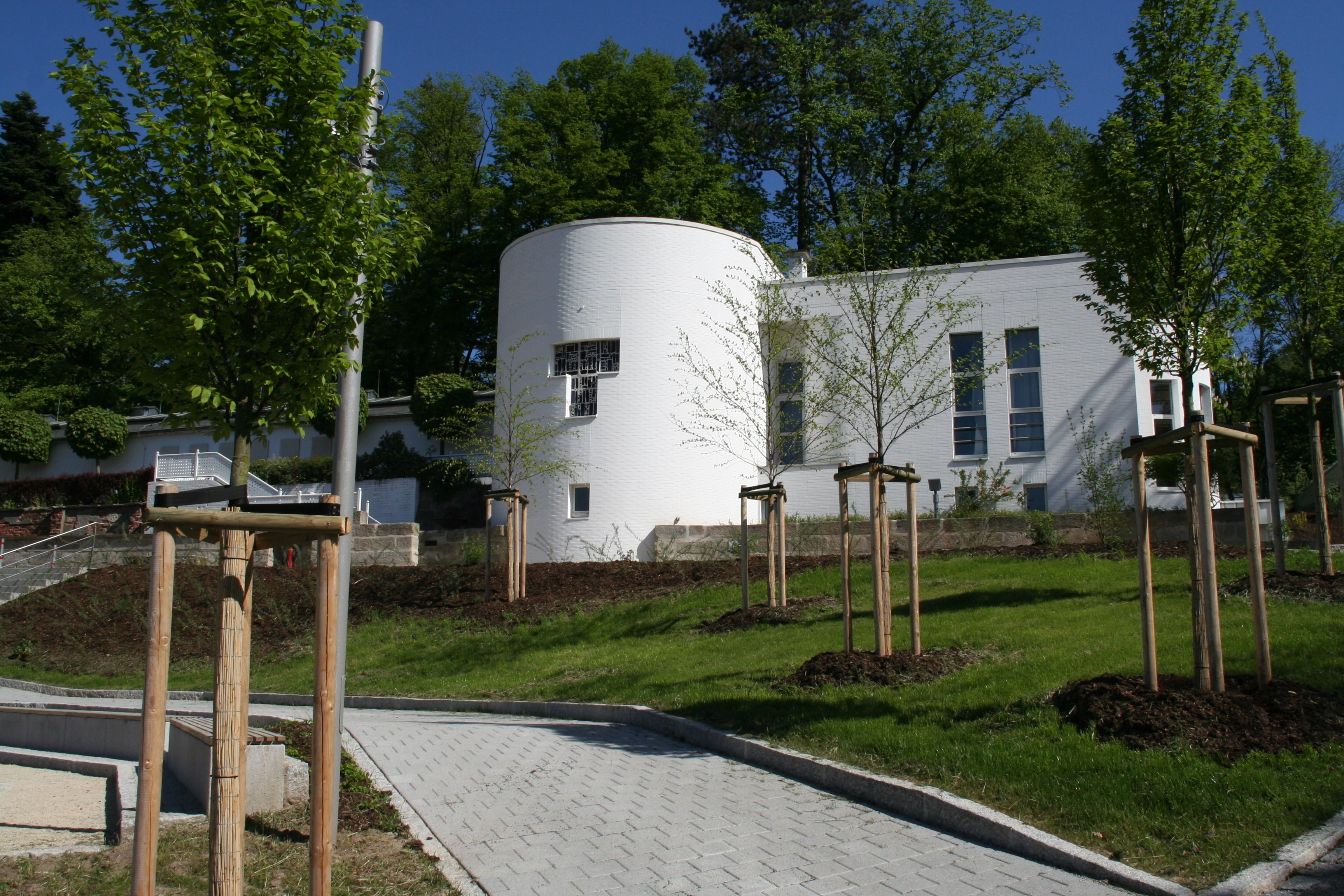
Ausstellungspavillon

Am 8. Dezember 1824 fand im Hotel zum Grünen Baum am Coburger Marktplatz die Gründung des Kunst-, Industrie- und Gewerbevereins Coburg statt. Der Verein sollte insbesondere die Leistungsfähigkeit des Handwerks verbessern. Im Jahr 1824 gehörten dem Verein 186 Mitglieder an. Dies waren 105 Handwerksmeister (Gesellen war die Mitgliedschaft verwehrt), zwölf Kaufleute, sechs Fabrikanten acht Juristen, fünf Pfarrer, vier Gastwirte, drei Musiker, drei Lehrer, drei Polizeiangehörige und je zwei Apotheker, Ärzte, Forstleute und Militärs. Außerdem eine größere Anzahl von Verwaltungsbeamten. Das Vereinsleben bestand im 19. Jahrhundert vor allem aus meist wöchentlichen Versammlungen von 100 bis 150 Personen im Rathaussaal, die aus Fachreferaten zur Fortbildung -politische Vorträge waren verboten- und geselligem Beisammensein bestanden. Daneben führte der Verein Kunst- und Gewerbeausstellungen in unregelmäßigen Abständen von zwei bis elf Jahren durch. Im Jahr 1845 wies der Verein eine Mitgliedschaft von 550 Personen auf, die auf 251 im Jahr 1849 zurückging und auf sich dann auf rund 300 einpendelte. Insbesondere der neu gegründete Bürgerverein mit einem liberaleren Vereinsleben war für viele inzwischen attraktiver. Die Folgen der Industrialisierung, mit einem starken Bedeutungsverlust des Handwerks, führte zu einem Wandel des Kunst- und Gewerbevereins zum reinen, allgemeinbildenden Vortragsverein. Vortragsveranstaltungen und Exkursionen prägten ab dem Ende des 19. Jahrhunderts das Vereinsleben. 1935 wurde der Verein, der noch 70 Mitglieder hatte, durch die Stadtverwaltung zwangsweise in eine „Gewerbliche Fachschaft des Coburger Bundes für Volksbildung“ umgewandelt. Statt öffentlicher Vorträge waren nur noch geschlossene Zusammenkünfte, die sich mit Fragen gewerblicher Art beschäftigten, zulässig. Trotzdem gelang es dem Verein als gewerbliche Fachschaft, Vorträge über Kunst und Handwerk, Führungen Tagesexkursionen durchzuführen. Von 1942 bis zur Neukonstituierung des Vereins im Herbst 1952 ruhte das Vereinsleben. In den 1960er Jahren kamen zu den Vorträgen, Führungen und Exkursionen auch wieder gelegentliche Ausstellungen, insbesondere zum Kunsthandwerk, hinzu. Im Jahr 1975 hatte der Kunst- und Gewerbeverein Coburg 165 Mitglieder.

### Coburger Kunstverein

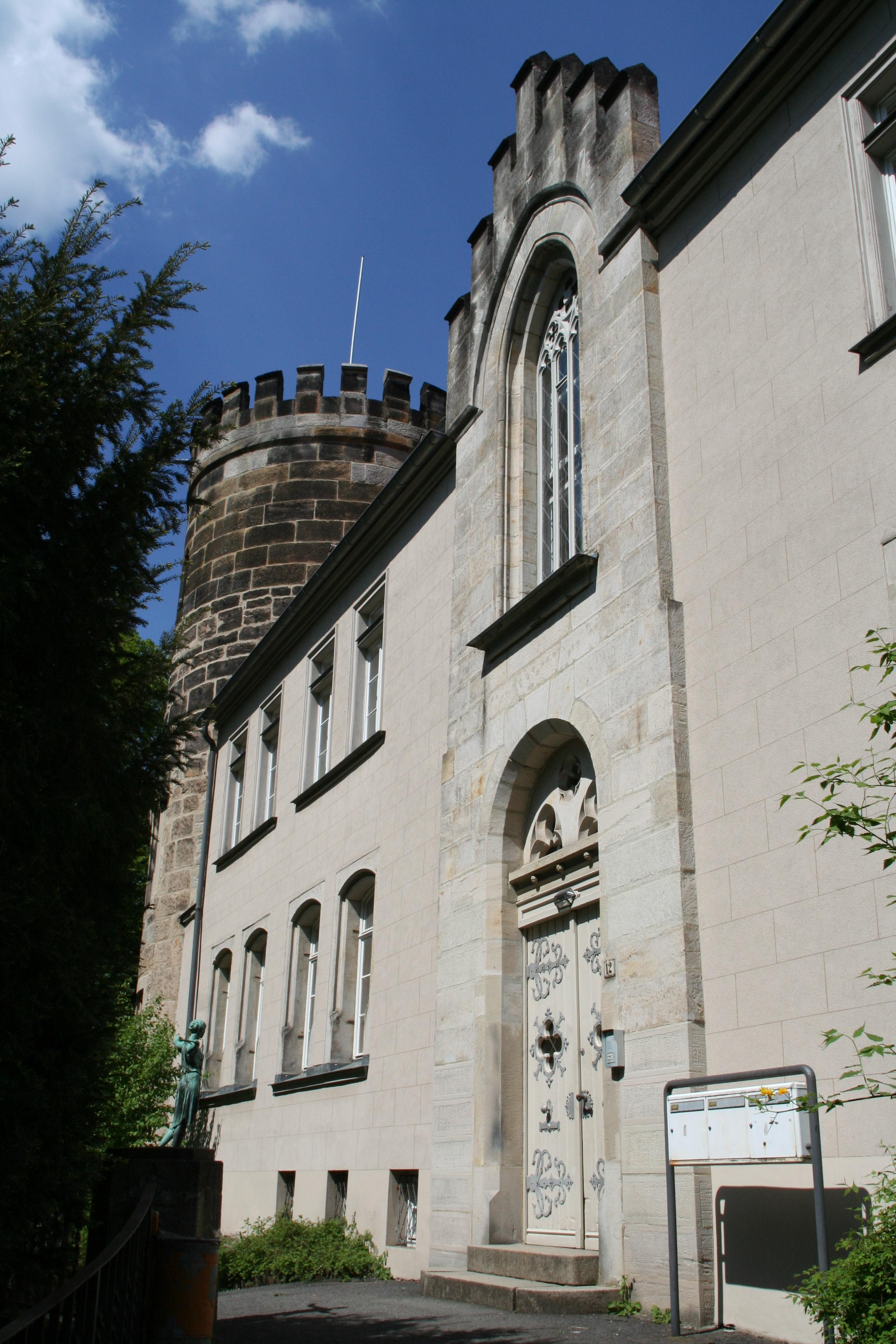
Alte Sonntagsschule am Ernstplatz

Am 5. Juli 1901 fand im großen Saal der Vereinsbrauerei am Hahnweg in Anwesenheit von 317 Mitgliedern des Bildungsbürgertums die Gründung des Coburger Kunstvereins statt. Der Verein wollte durch Ausstellungen, Verbreitung von Kunstwerken und Vorträge das Verständnis für die bildende Kunst und das Kunstgewerbe fördern. Die ausgestellten Kunstwerke wurden anfangs vom Thüringischen Ausstellungsverein bildender Künstler in Weimar bezogen und in der ehemaligen Sonntagsschule am Ernstplatz 12 ausgestellt. 1921 wurde der Kooperationsvertrag mit Weimar beendet. Es folgte eine Neuorientierung zu mehr Vorträgen und Ausstellungen mit regionalen sowie Münchner und Nürnberger Künstlern. Ab 1933 war die Vereinstätigkeit stark eingeschränkt und kam schließlich in den 1940er Jahren zum Erliegen. Die wenigen Ausstellungen nach 1933 waren durch die Richtlinien für die sogenannte „Deutsche Kunst“ geprägt. Im Januar 1951 folgte die Neukonstituierung des Vereins mit neuen Ausstellungsräumen am Rand des Hofgartens. Im Jahr 1975 hatte der Coburger Kunstverein 274 Mitglieder.

### Kunstverein Coburg
Friedemann Lysek, 1. Vorsitzender in beiden Vereinen, initiierte den Zusammenschluss der Vereine, die unter Mitgliederschwund litten, der am 2. Juli 1981 mit der Neugründung des Kunstvereins Coburg abgeschlossen wurde.
Anfang der 1950er Jahre wurde das ehemalige Vogelhaus der Villa von Ferdinand von Bulgarien am südlichen Rand des Hofgartens, im kleinen Rosengarten, der erste eigene Ausstellungsraum des Kunstvereins. Im Herbst 1984 begannen die Bauarbeiten für den ersten Erweiterungsbau. Der zweistöckige Ausstellungspavillon  entstand nach Plänen des Architekten Thomas Günzler, die Einweihung war am 13. April 1986. Im Jahr 2001 folgte ein weiterer Anbau.
Die Aktivitäten des Kunstvereins Coburg umfassen im Jahr neben acht bis zehn Ausstellungen von zeitgenössischen Werken der bildenden Kunst, der angewandten Kunst und des Kunsthandwerks auch Vorträge aus dem Gebiet der Kunst, der Kultur- und Kunstgeschichte wie auch Studienfahrten. Konzerte und Workshops im Ausstellungspavillon runden das Angebot des Kunstvereins Coburg ab. Inzwischen hat sich der Verein in Deutschland zum Zentrum der Emailkunst entwickelt.

## Ausstellungen (Auswahl)
- 2003: Werner Tübke (5. Juni – 17. August)
- 2015: Heinz Zander, Arkadische Begebenheiten (20. Juni – 23. August)
- 2016: Sighard Gille, Sequenz. Malerei und Zeichnungen (16. Januar – 21. Februar)
- 2017: Der Weltpoet – Friedrich Rückert (1788 - 1866) (14. Januar – 17. April)
- 2019: Andrea Küster, Natura Morta (23. Februar – 22. April)